# ایمتریدین
ایمتریدین (به انگلیسی: Immethridine) با فرمول شیمیایی C9H9N3 یک ترکیب شیمیایی با شناسه پاب‌کم 9989505 است. که جرم مولی آن ۱۵۹٫۱۸۸ گرم بر مول می‌باشد. 